# Caronia (Schiff, 1905)
Die Caronia (I) war ein 1905 in Dienst gestellter Transatlantikliner der britischen Reederei Cunard Line, der im Passagier- und Frachtverkehr von Liverpool über Queenstown nach New York eingesetzt wurde. Im Ersten Weltkrieg diente das Schiff als Hilfskreuzer. 1932 wurde es zum Abbruch nach Japan verkauft.

## Das Schiff
Mit Beginn des 20. Jahrhunderts übernahmen deutsche Reedereien wie der Norddeutsche Lloyd oder HAPAG mit ihren immer größer und schneller werdenden Schiffen die bisherige Vormachtstellung der Briten auf dem Atlantik. Cunard wollte dagegen halten und bestellte bei der Werft John Brown & Company in der schottischen Stadt Clydebank am Clyde zwei neue, identische Schwesterschiffe, die Caronia (I) (Baunummer 362) und die Carmania (I) (Baunummer 366). Mit 198 Metern Länge, 22 Metern Breite, acht Decks und einem Rauminhalt von jeweils 19.524 BRT waren die Caronia und die Carmania die bis dahin größten Schiffe der Cunard-Flotte und, da sie für den Wettbewerb um das Blaue Band konstruiert worden waren, mit einer Geschwindigkeit von 18 Knoten (33,3 km/h) unter den damals schnellsten Schiffen der Welt. Die Passagierunterkünfte der Caronia waren für 300 Passagiere der Ersten, 350 der Zweiten und 2000 der Dritten Klasse ausgelegt.
Den Passagieren der Ersten Klasse stand ein mit Eichenholz getäfelter und mit Blattgold dekorierter Rauchsalon auf dem A-Deck, ein Lese- und Schreibsalon und eine in Blau und Gold gehaltene Lounge zur Verfügung. Das Herzstück war der mit Mahagoni getäfelte Speisesaal der Ersten Klasse auf dem C-Deck, der sich über die gesamte Schiffsbreite erstreckte und 300 Gästen Platz bot. Die Decke des Raums bildete ein dekoratives Oktogon und wurde von ionischen Säulen getragen. Die Kabinen und Aufenthaltsräume der Dritten Klasse zählten zu den besten der damaligen Zeit.
Auf der Caronia wurden konventionelle Vierfachexpansions-Dampfmaschinen mit 22.000 PSi eingebaut, während die Carmania bereits über moderne Turbinen mit 21.000 PSi verfügte. Auf diese Weise wollte Cunard im direkten Vergleich sehen, was sich mehr rentierte. Die Carmania konnte eine Höchstgeschwindigkeit von 20,4 Knoten erreichen, während es die Caronia bei gleichem Kohleverbrauch nur auf 19,7 Knoten brachte. Als Folge wurden bei späteren Cunard-Schiffen nur noch Turbinenanlagen verwendet. Die Caronia konnte nicht mehr umgerüstet werden, da dies zu kompliziert und kostenaufwendig gewesen wäre.

## Die frühen Jahre

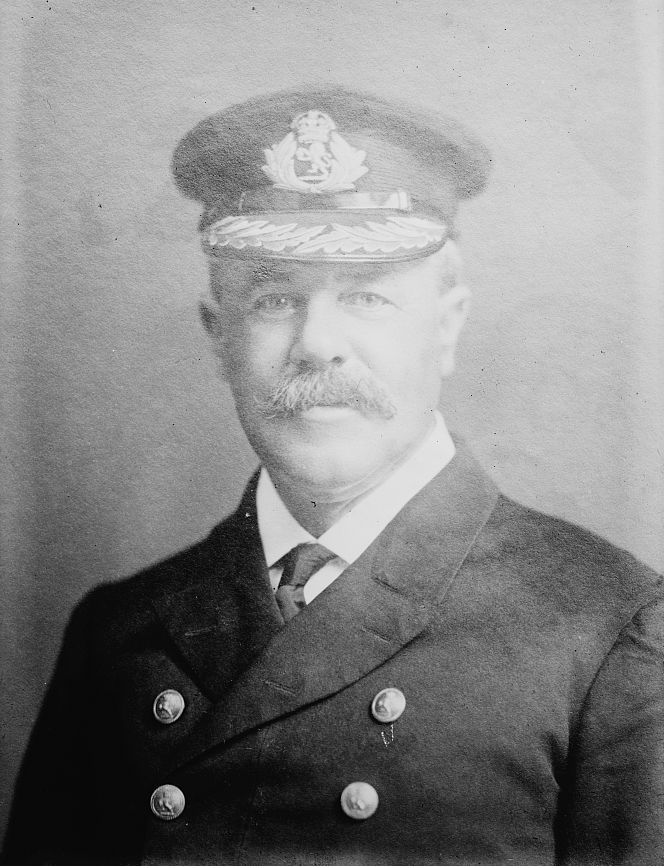
Kapitän James Clayton Barr (1856–1937), langjähriger Kommodore der Cunard Line

Die Caronia lief am 13. Juli 1904 vom Stapel und wurde von Caroline Sterling Choate, der Ehefrau von Joseph Choate, dem damaligen US-Botschafter im Vereinigten Königreich, getauft. Am 25. Februar 1905 lief die Caronia mit 1699 Passagieren an Bord unter dem Kommando von Kapitän James Clayton Barr in Liverpool zu ihrer Jungfernfahrt via Queenstown nach New York aus, wo sie am 5. März eintraf. Sie legte die Überfahrt in sieben Tage und neun Stunden bei einer durchschnittlichen Geschwindigkeit von 16,33 Knoten zurück. Zu den Passagieren auf der Jungfernfahrt zählten der damalige Bischof von Buffalo, Rev. Charles H. Colton, der vierte Präsident der National League, Abraham G. Mills, sowie William Winton Goodrich, ein prominenter Richter, Publizist und Präsident der General Society of Mayflower Descendants.
Die Caronia blieb bis zum 2. Mai 1914 auf der Route Liverpool–Queenstown–New York. Auf ihrer dritten Fahrt lief sie kurz nach dem Auslaufen aus New York am 16. Mai 1905 bei Sandy Hook auf Grund, trug aber keine größeren Schäden davon. Zu den Passagieren auf jener Fahrt gehörten die amerikanische Schauspielerin Ethel Barrymore sowie Cornelius Vanderbilt III. mit Ehefrau Grace. Das Schiff blieb in Bezug auf seine Geschwindigkeit hinter den Ansprüchen der Cunard Line zurück und erwies sich als langsamer als andere Ozeandampfer seiner Zeit. Im August 1905 machte die Caronia dennoch Schlagzeilen, als sie eine Überfahrt in sechs Tagen, neun Stunden und zehn Minuten bewältigte und damit ihre bisher schnellste Atlantiküberquerung verzeichnete.
Am 30. März 1912 ging der bekannte Dirigent Arthur Nikisch in London an Bord der Caronia, um das London Symphony Orchestra während einer dreiwöchigen Konzertreihe durch die Vereinigten Staaten zu dirigieren. Vom 2. Juni 1914 bis zum Ausbruch des Ersten Weltkriegs bediente sie die Strecke Liverpool–Queenstown–Boston. Zwischenzeitlich war Arthur Rostron Kapitän der Caronia, der 1912 als Kapitän der Carpathia die Überlebenden der Titanic aufnahm. Die Caronia war eines der Schiffe, das die Titanic während ihrer Jungfernfahrt im April 1912 per Funk vor hohem Eisvorkommen warnte. Die Warnung der Caronia war die einzige, die im Kartenraum der Titanic ausgehängt wurde.

## Im und nach dem Ersten Weltkrieg
Direkt nach Kriegsausbruch wurde das Schiff in einen Hilfskreuzer umgewandelt. Am 8. August 1914 waren die entsprechenden Umrüstungsarbeiten abgeschlossen und das Schiff kam in den Dienst der Royal Navy. Nach nur zwei Tagen auf See brachte die Caronia die deutsche Bark Odessa auf. In den folgenden sechs Monaten patrouillierte das Schiff vor dem Ambrose-Feuerschiff in den Gewässern vor dem New Yorker Hafen. Während dieser Zeit kam es zu einem Unfall, als die Caronia am 14. April 1915 mit dem Sechsmast-Schoner Edward B. Winslow kollidierte. Es gab keine Verletzten und keinen größeren Sachschaden. Im Mai 1915 wurde der Dampfer in Liverpool generalüberholt.
Am 7. August 1916 wurde die Caronia wieder der Cunard Line übergeben und renoviert, wurde aber nach Abschluss der Instandsetzung erneut von der Admiralität angefordert und diente als Truppentransporter zwischen Halifax und Liverpool. Sie unternahm außerdem zwei Einsatzfahrten nach Bombay. Nach Kriegsende brachte das Schiff kanadische Soldaten nach Hause. Ab dem 3. Juli 1918 fuhr sie wieder als Passagierschiff von Liverpool nach New York. 1920 wurde von Kohleverbrennung auf Öl umgestellt.
Auf folgenden Routen wurde die Caronia nach dem Ersten Weltkrieg eingesetzt:
- ab 12. September 1919: London–Halifax–New York
- ab 8. Mai 1920: Liverpool–Halifax–New York
- ab 27. April 1922: Hamburg–Southampton–Cherbourg–New York
- ab 18. November 1922: Liverpool–Queenstown–New York
- ab 1. Mai 1924: Liverpool–Quebec
- ab 20. November 1924: Liverpool–Boston–New York
- ab 21. August 1925: London–Southampton–Cherbourg–New York.

1926 wurden erneut Umbauten durchgeführt, in deren Folge die Passagierkapazität von 2650 auf 1467 reduziert wurde. Fortan wurde sie neben ihren Atlantiküberquerungen als Kreuzfahrtschiff genutzt, das in den Wintermonaten von New York nach Havanna fuhr und im Sommer seinen üblichen Transatlantikdienst auf der Route New York–Southampton–Le Havre versah.
Bis 1931 fuhr sie außerdem in der Sommersaison von London und in der Wintersaison von Liverpool über Southampton und Cherbourg nach New York. Am 12. September 1932 fand ihre letzte Fahrt von London nach New York statt, nach der sie ausrangiert wurde. Zusammen mit ihrem Schwesterschiff Carmania, die nun ebenfalls als veraltet ausgemustert wurde, wurde sie in Sheerness aufgelegt. Nachdem sie zunächst an das Abbruchunternehmen Hughes Bolckow Shipbreaking Company Ltd. in Blyth verkauft worden war, wurde sie nach Japan weiterverkauft und in Taiseiyo Maru umbenannt. Unter diesem Namen fuhr sie nach Osaka, wo sie am 28. August 1933 eintraf und kurz darauf abgewrackt wurde.